# 松田天馬
松田 天馬（まつだ てんま、1995年6月11日 - ）は、熊本県上益城郡益城町出身のプロサッカー選手。Jリーグ・京都サンガF.C.所属。ポジションはミッドフィールダー（MF）。

## 略歴

### プロ入り前
熊本県出身で高校は東福岡高校に進学し、3年時には背番号10を背負った。大学生になると鹿屋体育大学に進学し体育会サッカー部に入部、豊富な運動量を武器に活躍した。2017年7月、湘南ベルマーレに来季から加入及び特別指定選手の登録が発表された。8月5日、第26節の松本山雅FC戦で特別指定選手ながらスタメンデビューを果たした。

### 湘南ベルマーレ
2018年に湘南ベルマーレに入団。2月24日、開幕戦のV・ファーレン長崎戦で先発出場をすると、前半8分に李庭協のゴールをアシスト。フル出場を果たし勝利に貢献した。続く3月3日、第2節の川崎フロンターレ戦でプロ入り初得点を記録。
湘南2年目となった2019シーズンは、3月31日に行われた第5節の清水エスパルス戦では全得点に絡む活躍で2連勝に貢献した。12月14日、J1参入プレーオフの徳島ヴォルティス戦では同点ゴールを決めて残留に貢献した。

### 京都サンガ
2020年12月24日、京都サンガF.C.に完全移籍で加入することを発表した。

## 人物
2021年1月8日、一般の女性と結婚した。
レベルファイブの人気サッカーゲームイナズマイレブンGOの主人公である松風天馬の元ネタになったという話がある。

## 所属クラブ
- 熊本ユナイテッドSC U-12
- 熊本ユナイテッドSC
- 東福岡高校
- 鹿屋体育大学
  - 2017年 湘南ベルマーレ（特別指定選手）
- 2018年 - 2020年 湘南ベルマーレ
- 2021年 - 京都サンガF.C.

## 個人成績
| 国内大会個人成績 | 国内大会個人成績 | 国内大会個人成績 | 国内大会個人成績 | 国内大会個人成績 | 国内大会個人成績 | 国内大会個人成績 | 国内大会個人成績 | 国内大会個人成績 | 国内大会個人成績 | 国内大会個人成績 | 国内大会個人成績 |
| 年度             | クラブ           | 背番号           | リーグ           | リーグ戦         | リーグ戦         | リーグ杯         | リーグ杯         | オープン杯       | オープン杯       | 期間通算         | 期間通算         |
| 年度             | クラブ           | 背番号           | リーグ           | 出場             | 得点             | 出場             | 得点             | 出場             | 得点             | 出場             | 得点             |
| 日本             | 日本             | 日本             | 日本             | リーグ戦         | リーグ戦         | リーグ杯         | リーグ杯         | 天皇杯           | 天皇杯           | 期間通算         | 期間通算         |
| ---------------- | ---------------- | ---------------- | ---------------- | ---------------- | ---------------- | ---------------- | ---------------- | ---------------- | ---------------- | ---------------- | ---------------- |
| 2017             | 湘南             | 40               | J2               | 3                | 0                | -                | -                | -                | -                | 3                | 0                |
| 2018             | 湘南             | 18               | J1               | 21               | 1                | 7                | 1                | 2                | 0                | 30               | 2                |
| 2019             | 湘南             | 18               | J1               | 32               | 3                | 3                | 0                | 0                | 0                | 35               | 3                |
| 2020             | 湘南             | 18               | J1               | 33               | 2                | 1                | 0                | -                | -                | 34               | 2                |
| 2021             | 京都             | 4                | J2               | 41               | 4                | -                | -                | 1                | 0                | 42               | 4                |
| 2022             | 京都             | 18               | J1               | 26               | 1                | 4                | 0                | 2                | 0                | 32               | 1                |
| 2023             | 京都             | 18               | J1               | 24               | 0                | 3                | 1                | 1                | 0                | 28               | 1                |
| 2024             | 京都             | 18               | J1               | 21               | 2                | 1                | 0                | 1                | 0                | 23               | 2                |
| 通算             | 日本             | 日本             | J1               | 157              | 9                | 19               | 2                | 6                | 0                | 182              | 11               |
| 通算             | 日本             | 日本             | J2               | 44               | 4                | -                | -                | 1                | 0                | 45               | 4                |
| 総通算           | 総通算           | 総通算           | 総通算           | 201              | 13               | 19               | 2                | 7                | 0                | 227              | 15               |

- 2017年は特別指定選手

## タイトル

### クラブ
湘南ベルマーレ
- Jリーグカップ：1回（2018年）
- J2リーグ：1回（2017年）

### 代表
ユニバーシアード日本代表
- 2017台北大会（2017年）

## 代表・選抜歴
- 日本高校選抜
  - NEXT GENERATION MATCH（2014年）
- 九州大学選抜
  - デンソーカップサッカー（2015年）
- 全日本大学選抜
  - デンソーカップサッカー（2016年、2017年）
- ユニバーシアードサッカー日本代表
  - 2017年台北大会（2017年）